# Freeware

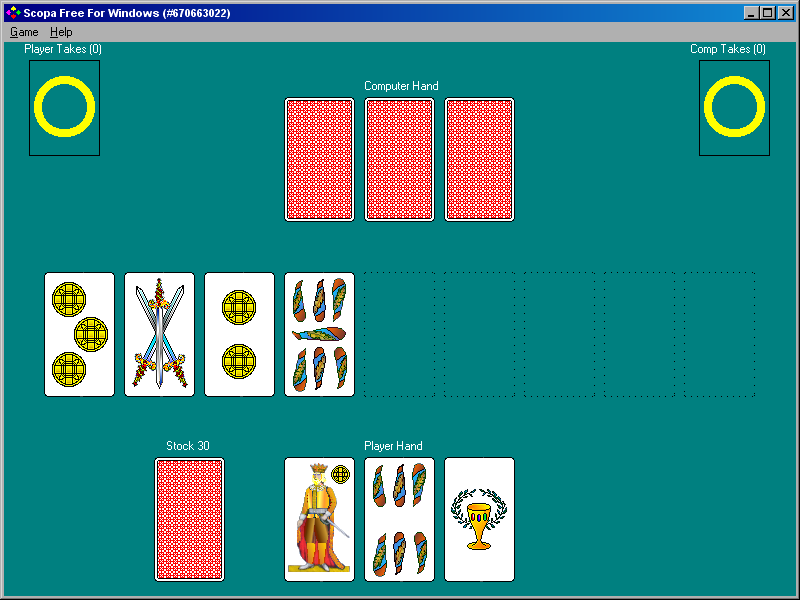
Un gioco di carte freeware per Windows

Il freeware è una categoria di software proprietario il cui utilizzo è concesso a titolo gratuito.
Generalmente viene messo a disposizione (tipicamente scaricandolo da Internet) come pacchetto da installare o come file eseguibile, e con una licenza che ne consente esplicitamente a chiunque l'utilizzo gratuito e la ridistribuzione, ma non l'uso commerciale.

## Etimologia
La parola freeware è la composizione dell'inglese free "gratuito" e (soft)ware, quindi "software gratuito".
L'invenzione della parola è riconducibile al programmatore Andrew Fluegelman, autore di un programma di comunicazione chiamato PC-Talk, per il quale non era interessato a un tradizionale mezzo di distribuzione a causa del costo. Inizialmente Fluegelman aveva registrato il marchio "freeware" ma fu presto accantonato (in realtà PC-Talk è distribuito sotto una licenza shareware).

## Tipi particolari
Le seguenti categorie vengono considerate freeware:
AdwareTali software sono distribuiti  freeware, ma richiedono all'utente la visione di messaggi pubblicitari per il loro utilizzo. Il termine è una parola macedonia, tratta dall'espressione "Advertising-supported software", ovvero "software finanziato da annunci (pubblicitari)". I messaggi pubblicitari vengono normalmente scaricati tramite una connessione internet: per questo motivo è abbastanza frequente che il software adware contenga spyware.
DonationwareL'autore chiede agli utenti del proprio software di fare una donazione a sé stesso o ad una terza parte (per esempio un ente benefico). La donazione di solito è facoltativa, per cui questo genere di software ricade quasi sempre nella definizione di freeware.
CardwareQuesto tipo di software è essenzialmente freeware; l'autore però richiede la cortesia di spedirgli una cartolina (in inglese postcard) di ringraziamento. Ovviamente questo tipo di "compenso" è del tutto facoltativo. Questo meccanismo, molto più diffuso in passato rispetto ad oggi, ricalca la filosofia dello scambio di QSL in voga tra i radioamatori.
FreemiumQuando un servizio è gratuito ma alcune funzionalità sono bloccate o non accessibili senza un compenso.